# Plane spotting

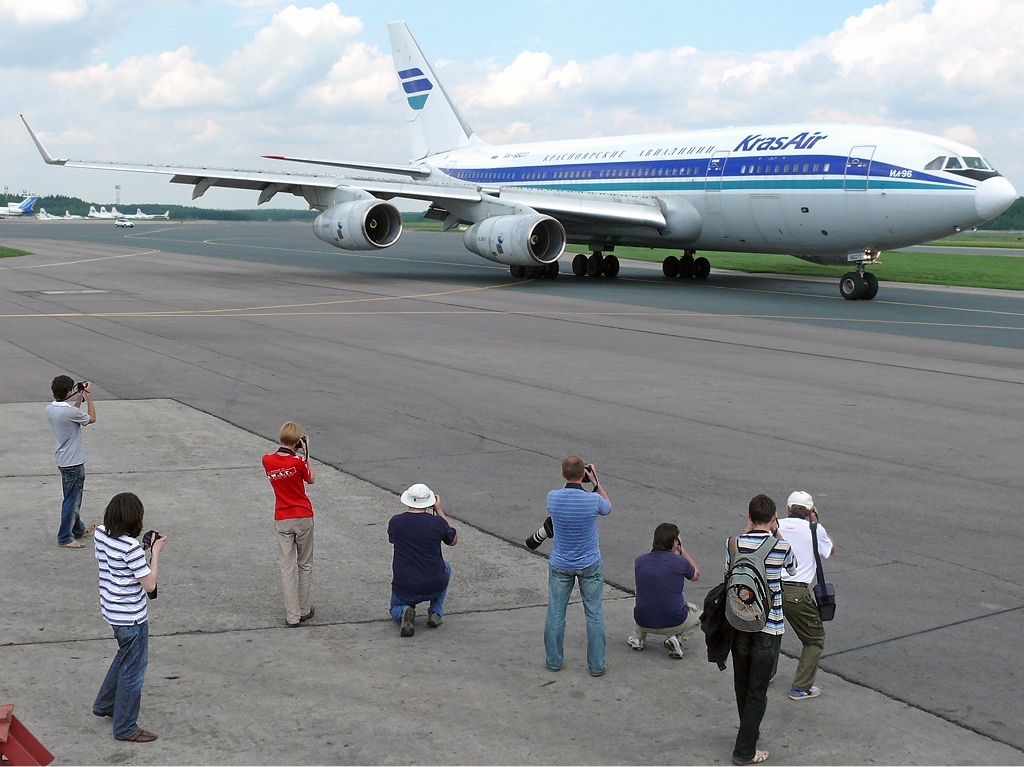
Um grupo de spotters no Aeroporto Internacional Domodedovo fotografando um Ilyushin Il-96-300 da KrasAir.

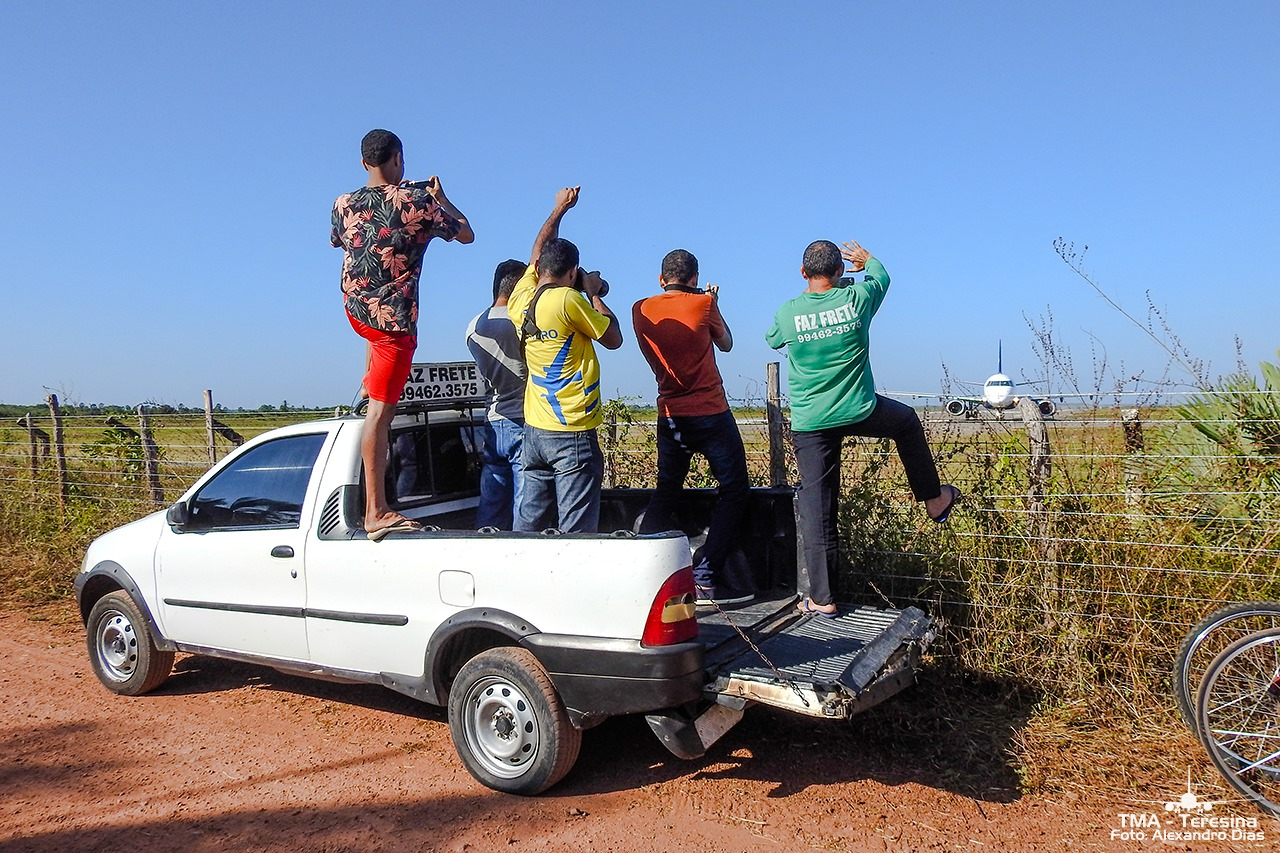
Grupo de spotters realizando fotografias no Aeroporto Internacional de Parnaíba.

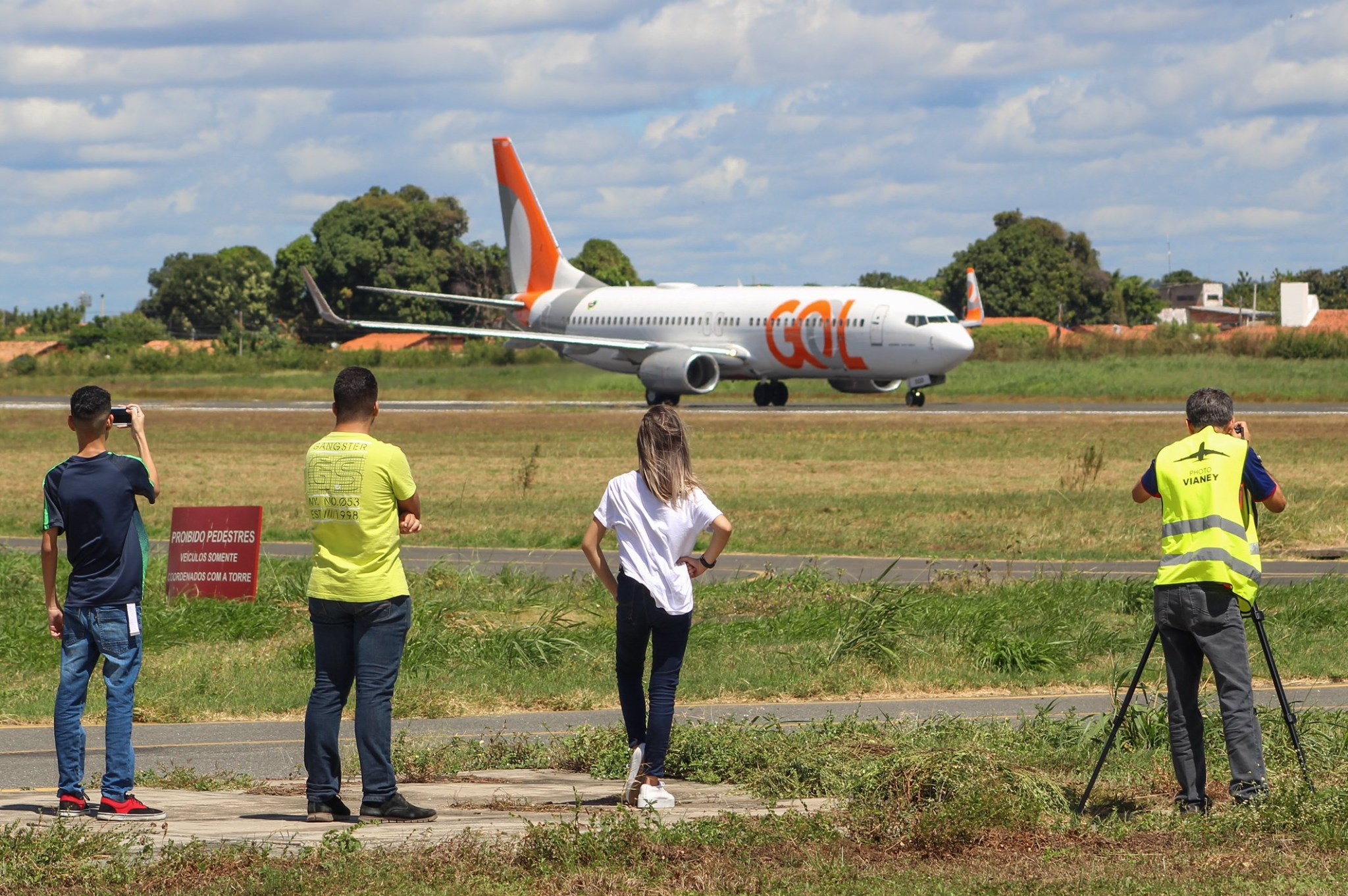
Grupo de spotters TMA Teresina realizando fotografias no Aeroporto de Teresina - Senador Petrônio Portela. Boeing 737 da GOL Linhas Aéreas

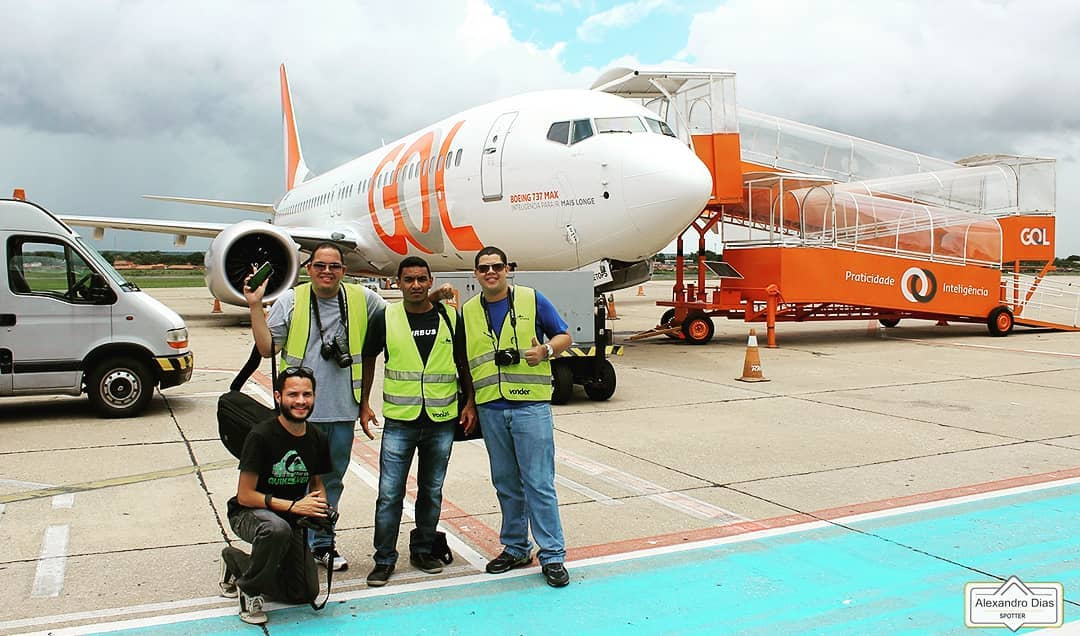
Grupo de spotters da TMA Teresina realiza sessão de fotos e visita a aeronave no Aeroporto de Teresina – Senador Petrônio Portella. O destaque foi o Boeing 737 da GOL Linhas Aéreas."

Plane spotting (observar aviões, em tradução livre) é o ato de observar, fotografar ou registrar a matrícula de uma ou mais aeronaves, planadores, balões, dirigíveis, helicópteros e ultraleves. 
Os spotters, como são chamados, são conhecidos por sempre estar em aeroportos, sozinho ou em grupos fotografando e observando aeronaves, com câmeras compactas até câmeras DSLR.
O termo surgiu na Segunda Guerra Mundial em alguns países que sofriam ataques de bombardeiros alemães e começaram a encarregar cidadãos para lançarem um alerta no caso de aproximação dos bombardeiros.
Hoje o hobby é praticado em quase todo o mundo e continua crescendo cada vez mais. Há sites onde os spotters compartilham suas fotos e organizam encontros e eventos em aeroportos para o spotting. 
Na Europa é comum ver aeroportos oferecerem áreas dedicadas a observação de aeronaves, caso o aeroporto não tenha uma, os spotters procuram locais ao redor do aeroporto onde se tenha uma visão razoável do movimento das aeronaves.